# 马尔科·罗泽
马尔科·罗泽（德語：Marco Rose，1976年9月11日—）是一位德国前足球运动员及现任足球教练，曾执教德甲俱乐部多蒙特、RB萊比錫。

## 球员生涯

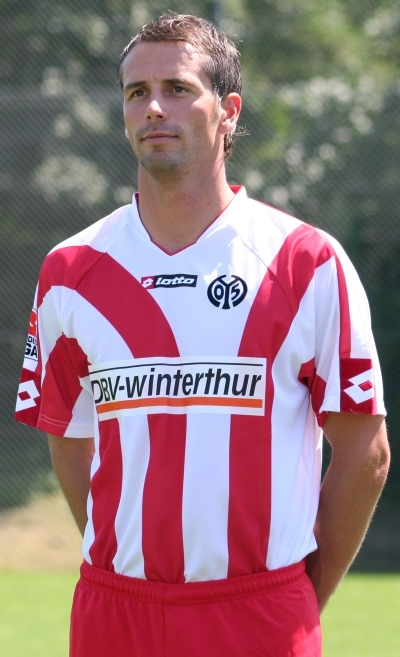
球员时期的罗泽

罗泽是作为后卫在莱比锡转动开始自己的职业生涯，后于1987年转会至莱比锡火车头，继而加盟VfB莱比锡并参加了十场德乙联赛。2000年，罗泽转投汉诺威96，并跟随这支下萨克森球队于2002年成功升入德甲，但他随即便被租借回德乙，加盟美因茨05。美因茨于2003年买断罗泽的所有权，并在2004年成功升入德甲后由他担任主力左后卫。尽管这一位置在2004-05赛季后半程由本亚明·魏格尔特所取代，但罗泽于一年后便重夺主力身份。罗泽于2010年正式挂靴。

## 教练生涯
自2010-11赛季起，罗泽开始担任美因茨05二队的球员兼助理教练。
2012年6月1日，他被莱比锡火车头聘为新任主教练，并率领该队于2012-13赛季的东北地区联赛成功保级。赛季结束后，他提前与俱乐部解约。
2013年7月，罗泽前往奥地利加盟萨尔茨堡红牛，负责训练16岁以下（U16）梯队。在托马斯·列奇转投利弗灵后，罗泽作为他的继任者开始接管18岁以下（U18）梯队。在执教的首个赛季，他便率队夺得了奥地利青年锦标赛冠军。2017年4月，他又率队在决赛以2比1战胜本菲卡后，成功加冕歐洲青年聯賽冠军。2017年6月，罗泽作为奧斯卡·加西亞的继任者，正式执教萨尔茨堡一线队。他在首个赛季便广获成功，除卫冕奥地利足球冠军外，还分别进入了欧洲联赛半决赛和奥地利杯决赛，但在后项赛事中不敌格拉茨飓风而屈居亚军。他的合同因此被延续至2020年6月。
至2019-20赛季，罗泽将接替，担任德甲俱乐部门兴格拉德巴赫的主教练。

## 个人生活
罗泽是前德国国脚瓦尔特·罗泽的孙子。他仍然未婚，但育有一女。